# 劉永健 (外交官)
劉永健，中華民國外交官、政府官員。畢業於國立成功大學環境工程學系學士班、國立政治大學外交研究所碩士班。曾任外交部國際組織司科員、駐印度台北經濟文化中心三等秘書、駐紐約臺北經濟文化辦事處二等秘書、外交部領事事務局秘書室主任、駐美國臺北經濟文化代表處副參事、外交部資訊及電務處副處長、駐奧克蘭臺北經濟文化辦事處總領事銜處長、外交部資訊及電務處長、外交部公眾外交協調會執行長兼外交部發言人等職務，現任駐波蘭臺北代表處大使銜代表。

## 職業生涯

### 駐奧克蘭辦事處長
2020年5月，劉永健接受新西蘭國家廣播電台（RNZ）專訪，說明臺灣抗疫成功經驗與爭取參加世界衛生組織（WHO）的立場與訴求。訪談內容以「臺灣呼籲WHO擱置政治，運用知識防疫（Taiwan urging WHO to set politics aside, use knowledge）」為題播出。
2020年11月，劉永健在新西蘭新聞談話節目Newstalk ZB回應奧克蘭COVID-19疫情期間該國防疫部長希普金斯對口罩相關規定的發言「在我們所比較的一些國家中，有一些比新西蘭擁有更專制的政體。因此，如果你看看臺灣，他們的遵守程度要高得多，但他們的防疫措施比新西蘭專制。」時，指出希普金斯對臺灣防疫措施的解讀有誤。臺灣曾歷過SARS疫情，因此民眾願意配合戴口罩的規定。「臺灣人知道（疫情）攸關生死，這麼做是想保護自己，沒人被強迫戴口罩。」

### 外交部資訊及電務處長
2022年1月，劉永健與美國联邦通信委员会委員卡爾與中華民國國家通訊傳播委員會委員孫雅麗召開視訊會議，討論兩國因應5G與网络安全威脅的方法，卡爾並呼籲国际电信联盟應當承認臺灣。